# Phyllanthus palauensis
Phyllanthus palauensis là một loài thực vật có hoa trong họ Diệp hạ châu. Loài này được Hosok. miêu tả khoa học đầu tiên năm 1935.